# Syntormon subinermis
Syntormon subinermis är en tvåvingeart som först beskrevs av Friedrich Hermann Loew 1869.  Syntormon subinermis ingår i släktet Syntormon och familjen styltflugor. Arten är reproducerande i Sverige. Inga underarter finns listade i Catalogue of Life.